# Australian War Memorial

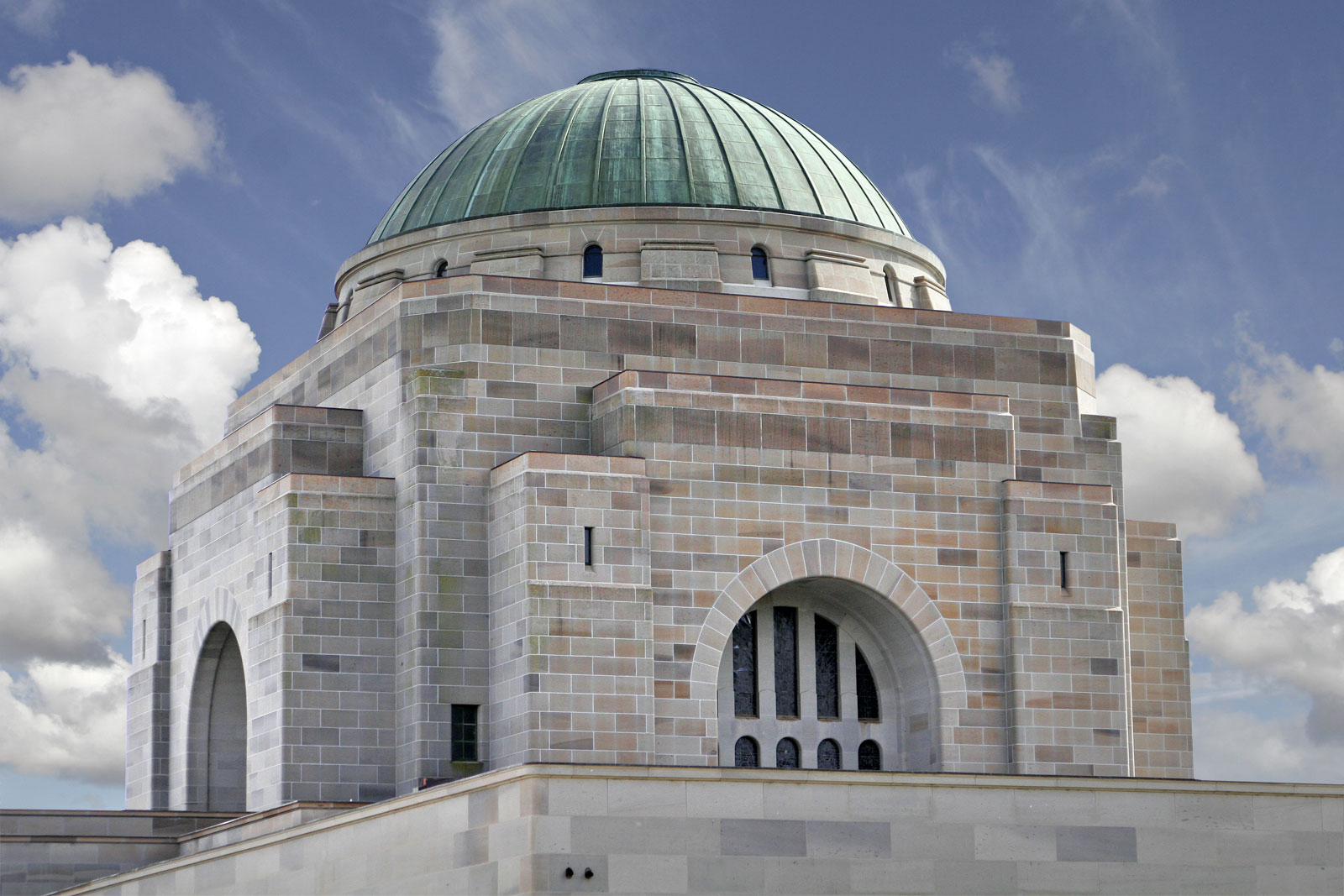
Kuppel des Australian War Memorial

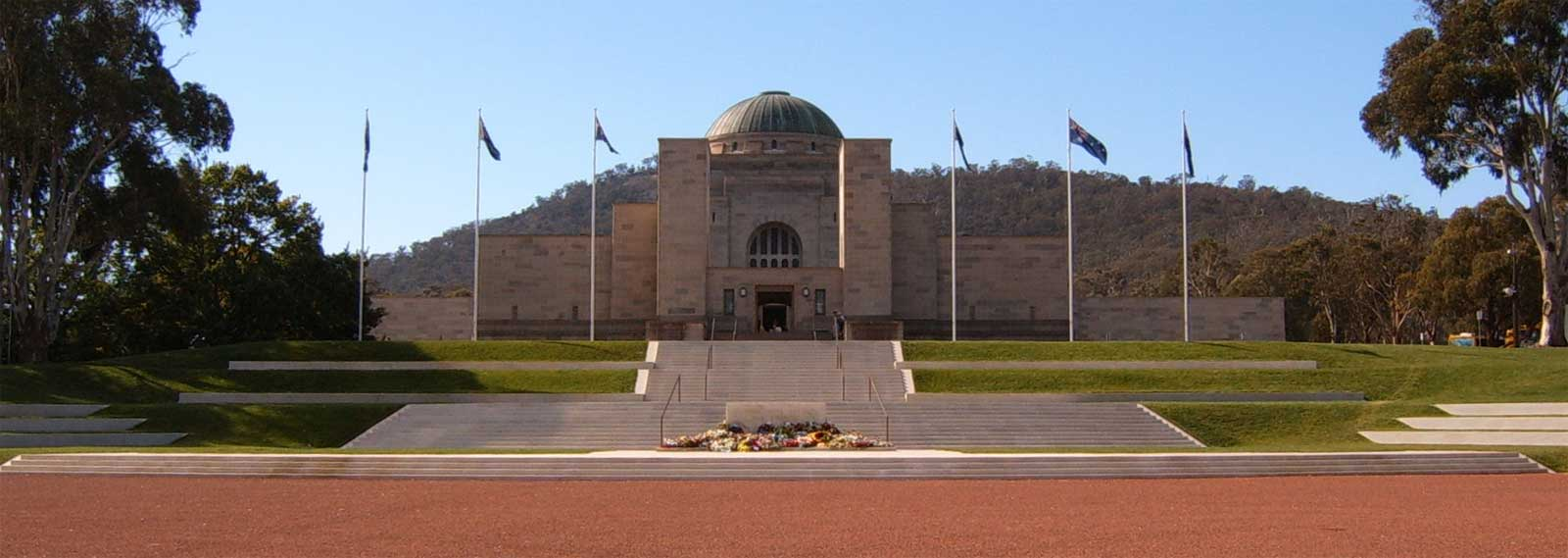
Vorderansicht

Das Australian War Memorial (AWM; deutsch Australisches Kriegsdenkmal) in Canberra ist das nationale Kriegerdenkmal Australiens. Es gedenkt jener Angehörigen der Australian Defence Force und unterstützender Organisationen, die in den Kriegen fielen, an denen Australien beteiligt war.
Es befindet sich im Stadtteil Campbell und bildet einen Teil der zeremoniellen Landachse, die vom Parliament House auf dem Capital Hill zum Gipfel des Mount Ainslie führt. Es gibt keine direkte Straßenverbindung, doch es ist möglich, vom Parlament aus das AWM in direkter Sichtachse zu sehen, und umgekehrt. Das AWM besteht aus vier Elementen; der ANZAC Parade, einem Gedächtnisbereich, einem Museum und einem Skulpturengarten.

## ANZAC Parade

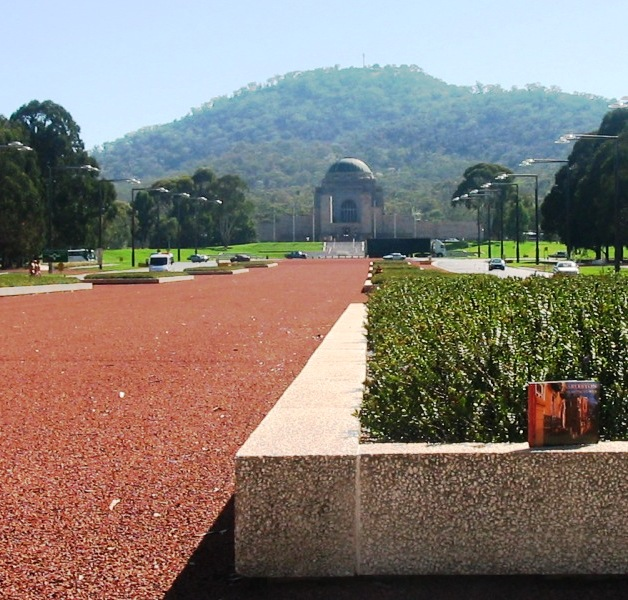
Blick von der ANZAC Parade zum Australian War Memorial und zum Mount Ainslie

Die ANZAC Parade ist eine kurze breite Straße, die zu Ehren des Australian and New Zealand Army Corps benannt wurde. Sie erstreckt sich vom nördlichen Ufer des Lake Burley Griffin bis zum eigentlichen Denkmal und liegt exakt auf der Sichtachse, die zum Parlament führt. Auf beiden Seiten der Parade befinden sich eine Anzahl von Denkmälern, die an verschiedene australische Militäreinsätze erinnern oder Truppengattungen ehren. Mehrere Stilrichtungen von naturalistisch bis modern sind vertreten.
Dieser Teil des Denkmals dient auch zur Versinnbildlichung der freundschaftlichen Beziehungen zwischen Australien und Neuseeland. Die Mitte der Straße wird von Rabatten mit flachen Hebe-Sträuchern aus Neuseeland geschmückt. Die symbolische Verbundenheit der beiden Länder setzt sich fort mit zwei fast identischen Denkmälern in Form eines Korbgriffes, die an ein Sprichwort der Māori erinnern: „Mau tena kiwai o te kete, maku tenei“ (Du hältst einen Griff des Korbes, ich den anderen). Die Straße wird auf beiden Seiten von Eukalyptus-Bäumen gesäumt, welche die benachbarten Wohngebiete abgrenzen.

## Gedächtnisbereich

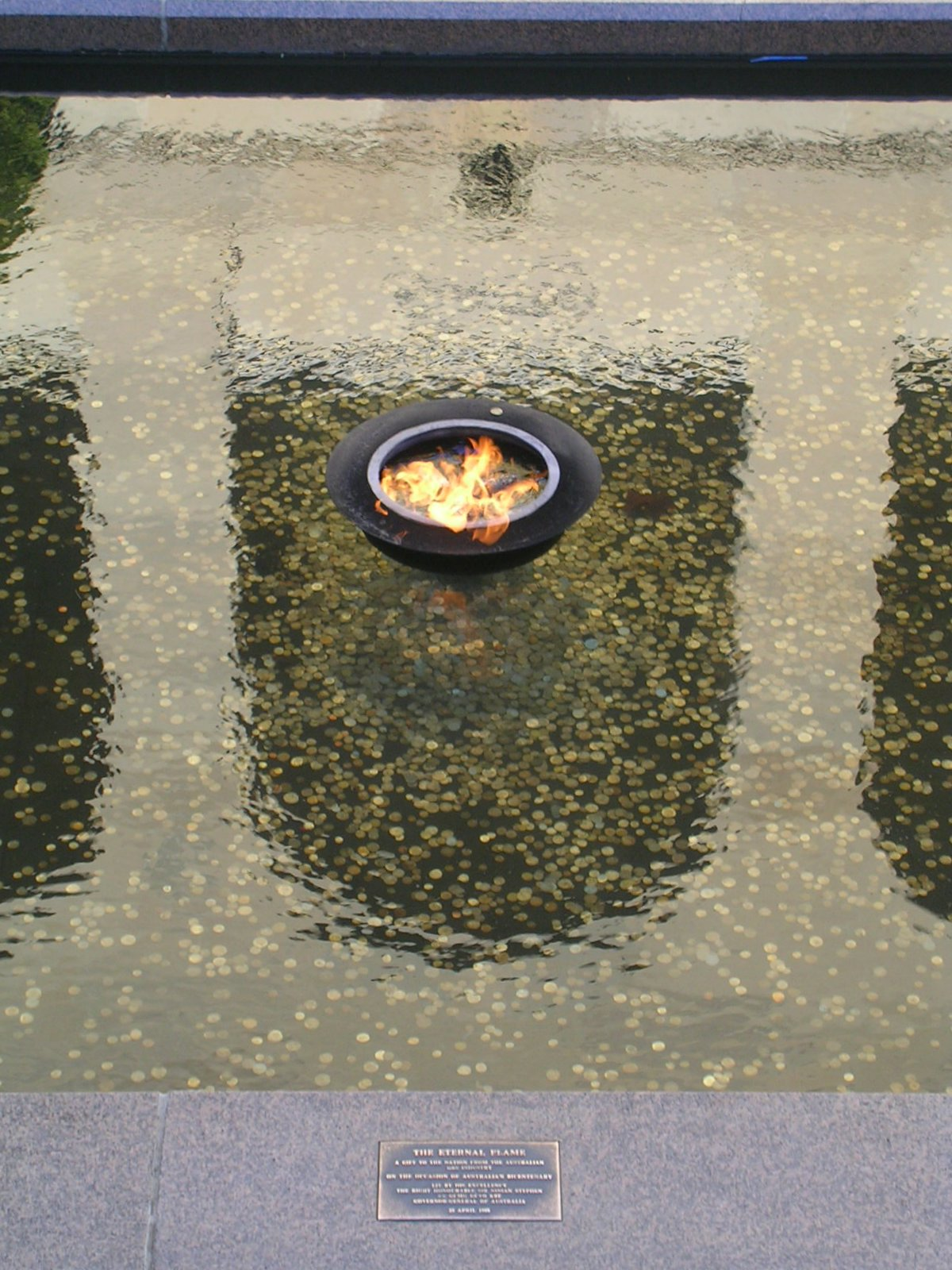
Ewige Flamme

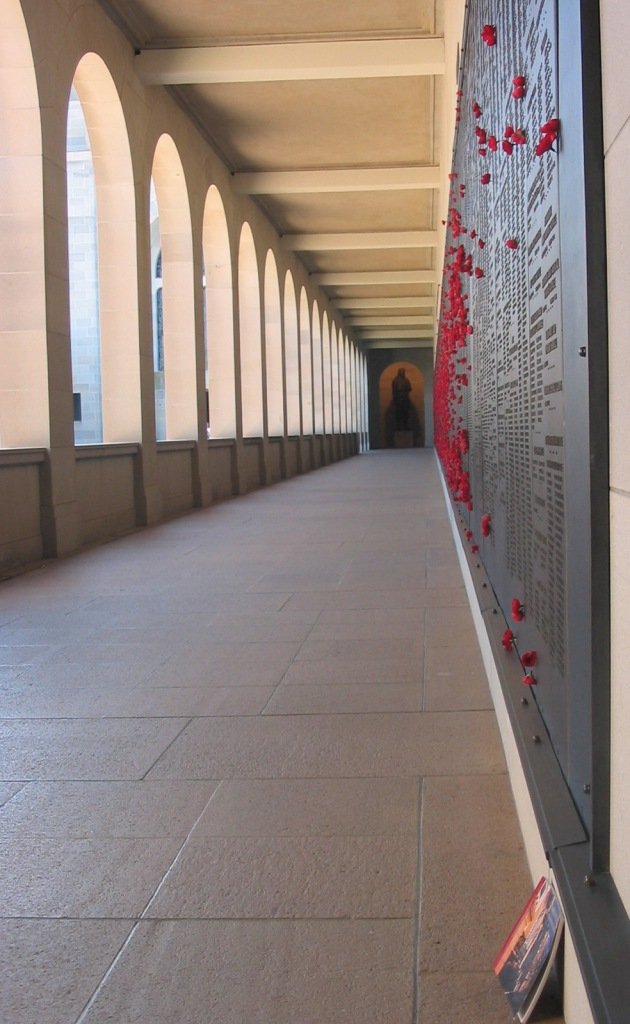
Säulengang mit den Namen der Gefallenen des Zweiten Weltkriegs

Das eigentliche Denkmal befindet sich auf einer birnenförmig angelegten Wiese am Nordende der ANZAC Parade. Das Museum ist unterhalb und rund um den Gedächtnisbereich, der Skulpturengarten auf der Grünfläche im Westen.
Das Zentrum des Gedächtnisbereichs bildet die Hall of Memory (Halle der Erinnerung), ein Kuppelbau in der Form eines Achtecks. Die Wände bestehen bis unter die Kuppel aus kleinen Mosaikziegeln. In diesem Kuppelbau befinden sich das Grabmal des unbekannten Soldaten und andere Denkmäler. Die Ost-, West- und Südwand sind mit Glasmalereien geschmückt, welche die Eigenschaften von Soldaten darstellen. An den vier Wänden, die nach Nordosten, Südosten und Südwesten ausgerichtet sind, befinden sich Mosaikwandbilder je eines Soldaten, an der Nordwestwand einer weiblichen Armeeangehörigen.
Vor der Halle der Erinnerung liegt ein schmaler Hof mit einer ewigen Flamme inmitten eines Wasserbeckens. Das Becken wird von Gehwegen und Rosmarinbüschen flankiert. Oberhalb des Innenhofs erstrecken sich auf beiden Seiten lange gedeckte Säulengänge mit dem Ehrenverzeichnis (Roll of Honour), bronzenen Gedenktafeln mit den Namen aller 102.000 australischen Militärangehörigen, die im Einsatz ihr Leben ließen. In der gesamten Wand der westlichen Galerie sind die Namen derer eingraviert, die im Ersten Weltkrieg gefallen, die Wand der östlichen mit den Namen der Gefallenen des Zweiten Weltkriegs und späterer Konflikte.
Im Ehrenverzeichnis sind lediglich Namen aufgeführt, nicht jedoch Dienstgrade oder Auszeichnungen, da „nach dem Tode alle gleich sind“. Besucher stecken oft Zettelchen in die Spalten zwischen den einzelnen Plaketten, um ihrer Angehörigen oder Freunde zu gedenken. Im Museum wird explizit darauf hingewiesen, dass der in Australien als Volksheld verehrte Breaker Morant nur deshalb nicht im Ehrenverzeichnis geführt wird, weil er während des Burenkriegs eigentlich nicht den australischen Truppen angehörte.
Jeden Tag, wenn das Museum schließt, findet eine Zeremonie statt. Die Besucher versammeln sich am Eingang und lauschen nach einer kurzen Erklärung eines Museumsangestellten den Klängen des Liedes „Last Post“, das vom Band zu Ehren der Gefallenen gespielt wird. An besonderen Tagen wird das Lied von einem Clairon- oder Dudelsack-Spieler vorgetragen. Der Gedächtnisbereich und die ANZAC Parade sind jene Orte in Canberra, wo die Zeremonien am ANZAC Day und am Volkstrauertag stattfinden. An diesen sind üblicherweise die Parlamentsabgeordneten und Botschafter, allen voran aus Neuseeland, anwesend.

## Museum

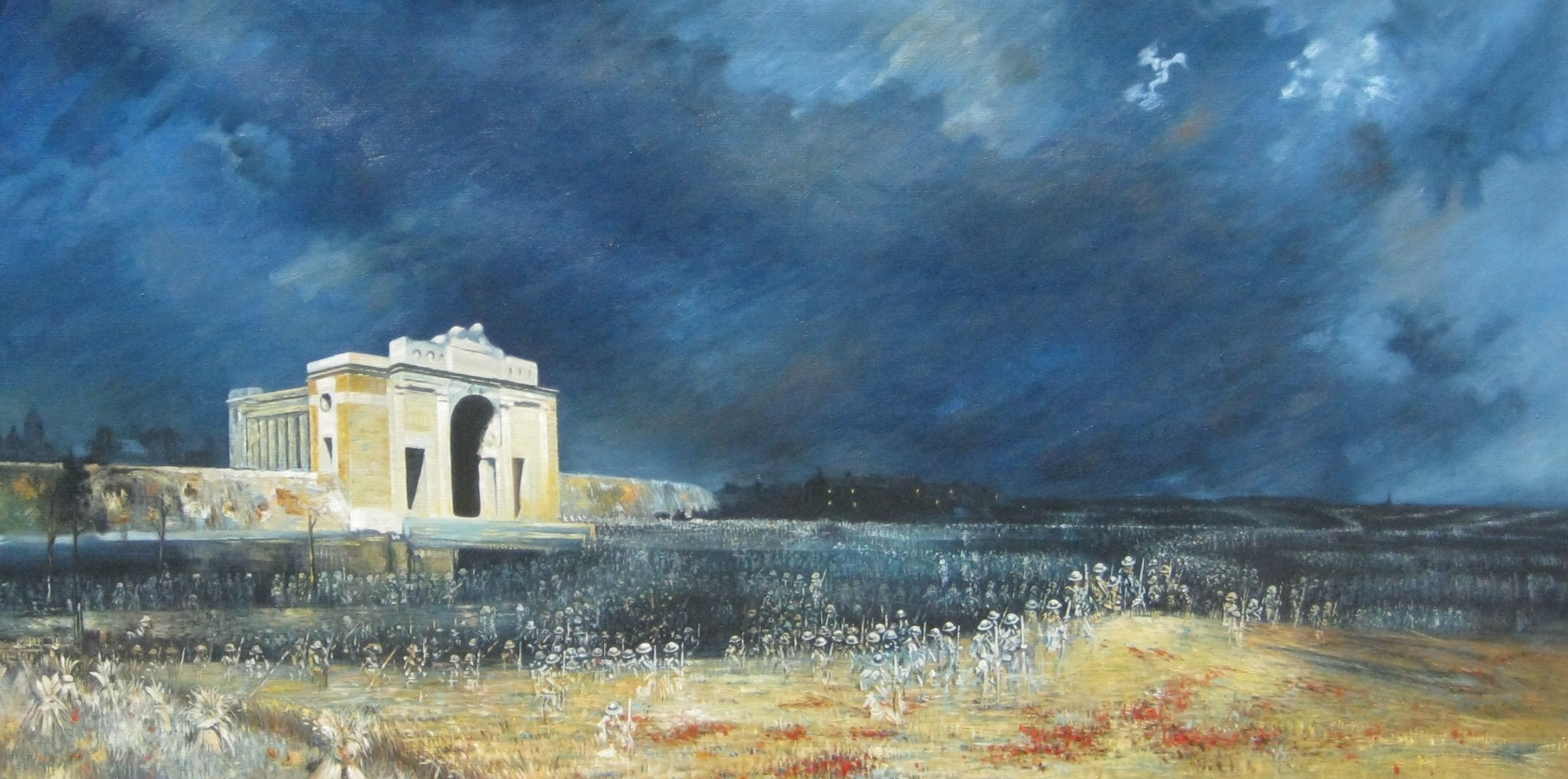
Das Gemälde Midnight at Menin Gate von Will Longstaff (1927)

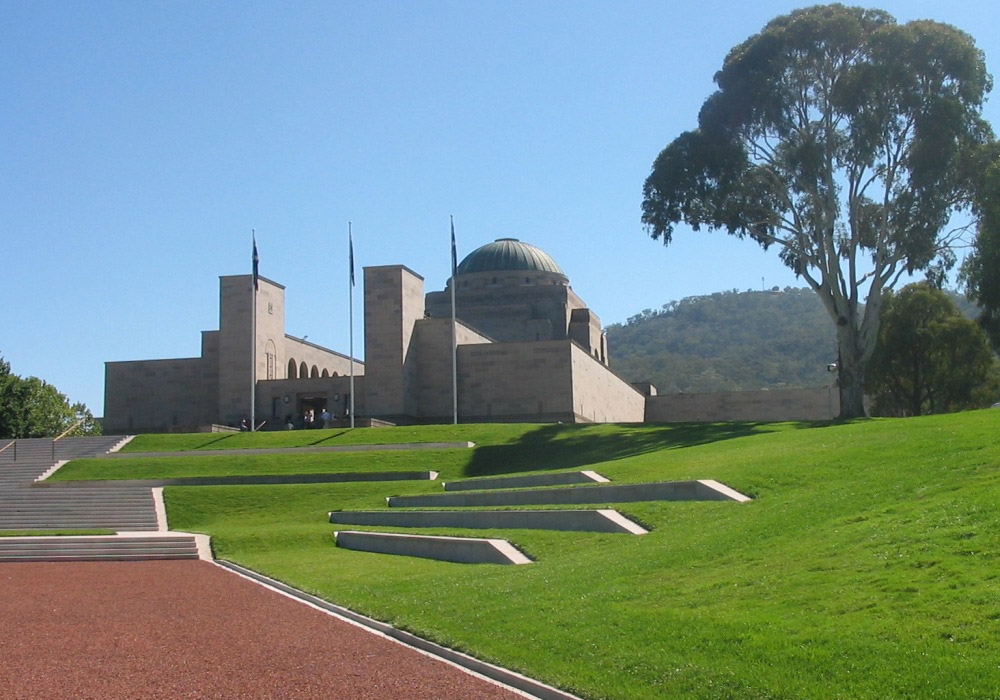
Ansicht von Süden her

Das Museum des AWM ist ein zweistöckiges Gebäude mit einem kreuzförmigen Grundriss, unterhalb und rund um den Innenhof mit dem Gedächtnisbereich. Das Gebäude ist im Stile der byzantinischen Architektur gehalten und weist durchwegs Art-déco-Verzierungen auf. Das obere Stockwerk ist hauptsächlich dem Ersten Weltkrieg (gesamter Westflügel, mit Schwerpunkt auf der Schlacht von Gallipoli) bzw. dem Zweiten Weltkrieg (gesamter Ostflügel) gewidmet.
Zwischen den beiden Flügeln liegt die Aircraft Hall (Flugzeughalle), in der einige Flugzeuge des Zweiten Weltkriegs ausgestellt werden. Ebenfalls zwischen den Flügeln ist die Hall of Valour (Halle der Tapferkeit) mit einer Ausstellung fast aller Victoria-Kreuze, die jemals australischen Soldaten verliehen worden sind. Diese 60 Orden sind die größte öffentlich zugängliche Sammlung von Viktoria-Kreuzen weltweit. Zusätzlich wird jeder Träger dieses Ordens kurz vorgestellt. Die Verwandten der Ordensträger spenden oder verleihen in vielen Fällen die Orden dem Australian War Memorial, um diese in sicherem Gewahrsam zu wissen und um die Erinnerung wachzuhalten. Im unteren Stockwerk befinden sich ein Theater, ein Forschungsbereich, Ausstellungen über die Konflikte der Kolonialzeit und der Zeit nach dem Zweiten Weltkrieg sowie ein Bereich für temporäre Sonderausstellungen.
Die ANZAC Hall ist ein großer Anbau im Süden, in dem großes Kriegsgerät ausgestellt wird. Dazu gehören ein Bomber des Typs Avro Lancaster, ein kleines japanisches U-Boot Typ A, welche 1942 einen Angriff auf den Hafen von Sydney durchführten und danach aus zwei versenkten Exemplaren ein Boot als Diorama arrangiert wurde (M14 und M21), deutsche Kampfflugzeuge des Typs Me 262 und Me 163 sowie ein Mark-I-Panzer.
Anlässlich der Gedenkfeiern zum Ersten Weltkrieg wurde im Juni 2015 das einzige erhaltene Exemplar des deutschen Panzers A7V vom Queensland Museum in die Ausstellung verlegt (bis April 2017).

## Skulpturengarten
Im Skulpturengarten auf der Westseite des Denkmals stehen verschiedenartige Monumente. In den Gehweg, der durch den Garten führt, sind Bronzetafeln eingebettet, die an Militärgattungen, spezifische Einheiten und historische Ereignisse erinnern. Zu den ausgestellten Skulpturen gehört eine riesenhafte Darstellung eines australischen Soldaten während des Ersten Weltkriegs. Diese stand ursprünglich in der Hall of Memory, bevor dort das Grab des unbekannten Soldaten platziert wurde. Ebenfalls dort ausgestellt sind ein Geschützturm des Zerstörers HMAS Brisbane, eine Kanone des Schweren Kreuzers Australia und ein während des Ersten Weltkriegs von den Deutschen entwendetes Eisenbahngeschütz. Auch dieser Bereich wird für Sonderausstellungen verwendet, im Sommer finden Konzerte statt.

## Geschichte des Denkmals
Charles Bean, der offizielle australische Historiker für die Zeit des Ersten Weltkriegs, entwickelte erstmals 1916 die Idee für den Bau eines Denkmals zu Ehren der australischen Soldaten, als er die Schlachten in Frankreich beobachtete. 1917 wurde die Australian War Records Section geschaffen, um die während des Krieges erstellten Aufzeichnungen für die Nachwelt zu sichern. Diese wurden zunächst in Melbourne ausgestellt, später in Sydney.
1927 fand ein Architekturwettbewerb für den Bau eines nationalen Denkmals in Canberra statt, die zuständige Kommission ermittelte jedoch keinen Gewinner. Stattdessen wurden zwei Wettbewerbsteilnehmer ermuntert, ihre Entwürfe zusammenzulegen. Begrenzte Geldmittel und die Folgen der Weltwirtschaftskrise führten zu einer Verkleinerung des Bauprojekts. Schließlich wurde das Gebäude im Jahr 1941 eröffnet; es folgten einige Erweiterungen.